# Equivalente de reducción
En bioquímica, el término equivalente de reducción se refiere a cualquier número de especies químicas que transfieren el equivalente de un electrón en reacciones rédox. Algunos ejemplos de equivalente de reducción son:
- Un único electrón (por ejemplo, en reacciones que implican iones metálicos).
- Un átomo de hidrógeno (consistente en un protón y un electrón).
- Un ion hidruro (:H–), el cual lleva dos electrones (por ejemplo, en reacciones que implican NAD)